# Олкок, Чарльз Уильям
Чарльз Уи́льям О́лкок (англ. Charles William Alcock; 2 декабря 1842 — 26 февраля 1907) — спортсмен, известный как «отец современного спорта», один из организаторов Футбольной ассоциации Англии и создатель Кубка Англии по футболу.

## Биография
Чарльз Олкок родился в городе Сандерленд, а затем вместе с семьей в раннем возрасте переехал в Чингфорд, пригород Лондона, впоследствии ставшем частью Эссекса. Образование он получил в Школе Хэрроу. В семнадцатилетнем возрасте Ч. Олкок стал выступать за футбольный клуб «Форест» (впоследствии «Уондерерс»), который создал в 1859 году вместе со своим старшим братом Джоном.
При рождении он получил имя Чарльз и лишь позже, в 1864 году, после женитьбы он взял имя Чарльз Уильям в честь умершего в 11 летнем возрасте младшего брата.
В 1863 году в ходе знаменитых встреч в таверне «Вольных каменщиков» (Freemasons' Tavern) Ч. Олкок активно способствовал созданию Футбольной ассоциации Англии. Он был ответственным за выпуск первого Ежегодника ФА в 1868 году.
В 1866 году Ч. Олкок был введён в состав комитета ФА вместо его старшего брата Джона Ф. Олкока и в 1870 году стал секретарём Футбольной ассоциации Англии, удерживая этот пост бессменно вплоть до 1895 года, когда был избран вице-президентом ФА. Он был также почётным казначеем ФА. На посту секретаря Ч. У. Олкок был инициатором проведения Первого Кубка Англии по футболу 1871—1872 годов, аналогичному футбольному Кубку Иодана Шеффилдского клуба. В первом финале Кубка клуб Олкока «Уондерерс», где он был капитаном, выиграл со счетом 1-0 у команды «Ройал Энджиниерс».
Ч. У. Олкок был организатором первого официального международного матча по футболу между сборными Англии и Шотландии 30 ноября 1872 года, проведенного в Глазго и закончившегося нулевой ничьей. Олкок был арбитром встречи, способствовавшей популяризации игры в футбол по правилам ФА в Шотландии и созданию в следующем году Футбольной Ассоциации Шотландии. Известен также забитым голом в ничейном (2-2) матче против сборной Шотландии 6 марта 1875 года, где он был капитаном футбольной сборной Англии.
Как спортсмен Ч. У. Олкок известен также игрой в крикет, был капитаном клуба из Мидлсекса в 1867 году, выступал также за клубы Эссекса и Суррея, в последнем из которых был секретарём с 1872 по 1900 год.
Ч. У. Олкок много работал в качестве спортивного журналиста, редактируя «Крикетный ежегодник» на протяжении более четверти века с 1872 по 1900 год. Им написана также книга об истории футбола и ФА.
Чарльз Олкок умер в возрасте 64 лет в Брайтоне и похоронен на Западном Норвудском кладбище Лондона.